# Súng trường Mosin
Súng trường Mosin (tiếng Nga: винтовка Мосина Vintovka Mosina) là một loại súng trường không tự động lên đạn từng phát một bằng khóa nòng danh tiếng của Đế quốc Nga (sau này là Liên Xô). Tên chính thức của dòng súng này là "Súng trường 3 lin mẫu năm 1891" (Трёхлинейная винтовка образца 1891 года). Trong các tài liệu phương Tây thường gọi loại súng này với tên Mosin Nagant, còn người Nga thường gọi nó là "ba vạch" (трёхлинейка, tryokhlineyka) hay "Mosinka" (Мосинка). Vài dân chơi súng săn của Nga vẫn giữ tên gọi "ba vạch" này. K44 là cái tên thông dụng nhất của khẩu súng này ở Việt Nam và Trung Quốc. Súng sử dụng đạn 7.62×54mmR danh tiếng của Nga.
Súng được sử dụng bởi quân đội Đế quốc Nga từ năm 1891. Sau này, một ủy ban chuyên môn hiện đại hóa vũ khí cũ của Hồng Quân Liên Xô đã tiến hành hiện đại hóa súng vào năm 1930 và sau đó, họ lại tiếp tục sản xuất và sử dụng nó trong suốt Thế chiến thứ hai và hậu chiến. Tới sau Thế chiến II, khẩu súng trường này đã dần trở nên lạc hậu và cũ kĩ trước các khẩu súng trường tiến công mới được phát minh (như AK-47), tuy vậy súng trường Mosin-Nagant vẫn tiếp tục phục vụ với vai trò súng bắn tỉa huyền thoại và việc sản xuất chỉ dừng lại vào năm 1965 khi Liên Xô lựa chọn súng trường bắn tỉa SVD (của nhà thiết kế Yevgeny Dragunov, một trong những "ông vua thiết kế súng thể thao Liên Xô thời đó". Một điều thú vị là những thiết kế súng thể thao của ông Dragunov đều được ông thiết kế từ khẩu súng trường Mosin Nagant) làm súng bắn tỉa tiêu chuẩn mới thay thế cho súng trường Mosin-Nagant. Tuy Liên Xô dừng sản xuất súng từ năm 1965 nhưng ở các nước ngoài Liên Xô thì việc sản xuất vẫn được tiếp tục duy trì cho đến khi họ sản xuất được loại súng bắn tỉa huyền thoại mới cho riêng họ.
Sau Thế chiến thứ hai, nhiều quân đội của các nước khác nhau trên thế giới (như Tiệp Khắc, Hungary, Trung Quốc, Việt Nam...) tiếp tục sử dụng và sản xuất nó. Và Liên Xô cũng cho phép họ được sản xuất nó mãi cho đến tận khi họ phát triển được dây chuyền sản xuất súng trường bắn tỉa Dragunov SVD (hoặc những mẫu súng trường bắn tỉa khác do họ tự phát triển) thay thế. Đến nay, Degtyaryov Plant và Tula Arms Plant của Nga vẫn còn duy trì việc sản xuất phiên bản dân sự của khẩu Mosin-Nagant. Cho đến năm 2020, Mosin-Nagant vẫn tiếp tục xuất hiện trong một số cuộc xung đột với vai trò súng bắn tỉa ở Iraq, Syria... Với thời gian phục vụ hơn 130 năm, súng trường bắn tỉa Mosin-Nagant đã trở thành loại súng quân sự huyền thoại được duy trì trong biên chế quân đội lâu nhất trên thế giới.

## Lịch sử

### Thiết kế ban đầu
Trong Chiến tranh Nga-Thổ Nhĩ Kỳ (cuộc chiến 93 ngày), binh sĩ Nga được trang bị loại súng trường Berdan cũ kĩ (từ năm 1868) mà nước này mua từ Hoa Kỳ. Trong khi đó, binh sĩ Thổ Nhĩ Kỳ được trang bị khẩu Winchester Model 1873 hiện đại (cũng được Thổ Nhĩ Kỳ mua trực tiếp từ hãng Winchester của Hoa Kỳ) khiến cho phía Nga bị thương vong lớn vì những khẩu Winchester Model 1873 của quân Thổ có tốc độ bắn cao hơn, lượng đạn bắn ra nhiều hơn (khẩu Berdan chỉ cho phép lính Nga "nạp một viên, bắn một phát", trong khi khẩu Winchester 1873 được trang bị hẳn một "ống đạn" lên tới 15 viên). Dù là nước chiến thắng nhưng Nga lại chịu thiệt hại năng nề về quân số (34,742 lính Nga thiệt mạng trong chiến đấu, còn con số này phía Thổ Nhĩ Kỳ là khoảng 30,000 lính). Ngay sau khi cuộc chiến kết thúc, các chỉ huy Nga đã khẩn khoản yêu cầu Nga Hoàng phải tiến hành hiện đại hóa trang bị của quân đội.
Trong nỗ lực hiện đại hóa này, thiết kế của đại tá Nga Sergei Mosin cùng với thiết kế của một thợ súng người Bỉ là Léon Nagant đã được chấp nhận và kết hợp lại thành một mẫu súng trường mới dùng đạn cỡ 7,62x54mmR vào năm 1891. Ban đầu, mẫu thiết kế của đại tá Mosin gặp khá nhiều lỗi như hai viên đạn cùng được đẩy lên nòng súng cùng một lúc gây kẹt đạn, súng còn khá thô sơ và không chắc chắn. Người Nga nhanh chóng áp dụng thiết kế của khẩu súng trường Nagant 1887 vì họ nhận ra rất nhiều ưu điểm của mẫu thiết kế này nhằm bù đắp lại những nhược điểm chết người trong thiết kế của đại tá Mosin. León Nagant, cha đẻ của khẩu Nagant 1887 đã nhanh chóng phát hiện ra việc này và ông cùng với anh trai Emile Nagant đã đâm đơn khởi kiện chính quyền Sa Hoàng vì họ dám sử dụng thiết kế đã được đăng kí sở hữu tại Bỉ của Nagant một cách tự ý mà không hề xin phép. Vì muốn tiếp tục duy trì sự hợp tác với Fabrique d'armes Émile et Léon Nagant (công ty vũ khí tư nhân này có trụ sở sản xuất và kinh doanh chính ở Liege, Bỉ) nên chính quyền Sa Hoàng đã bồi thường cho công ty này một số tiền khổng lồ: 200,000 rúp Nga (thời giá 1889). Việc sản xuất súng được tiến hành ngay từ năm 1892 tại Tula Arms Plant (được thành lập từ năm 1712) của Nga và Manufacture d'armes de Chatellerault của Pháp. 4 năm sau, năm 1896, Tula (của Nga) đã tiến hành đàm phán với Chatellerault (của Pháp) về việc họ xin rút sản xuất Mosin-Nagant từ Chatellerault về Tula. Đồng thời, Tula cũng tiến hành chi trả khoản tiền mà Tula còn nợ Chatellerault về hợp đồng sản xuất khoảng 500,000 khẩu súng trường Mosin-Nagant mà Chatellerault đã sản xuất trong giai đoạn từ 1892 đến 1896. Từ sau năm 1896 thì Mosin-Nagant được Tula Arms Plant (của Đế quốc Nga) sản xuất là chủ yếu. Sau Tula còn có Sestroryetsk và Izhmash.

### Thế chiến thứ nhấtvà thời kìNội chiến Nga
Trong Chiến tranh Nga-Nhật 1904, khoảng 3,8 triệu khẩu Mosin-Nagant 1891 đã được trang bị cho quân đội Đế quốc Nga.

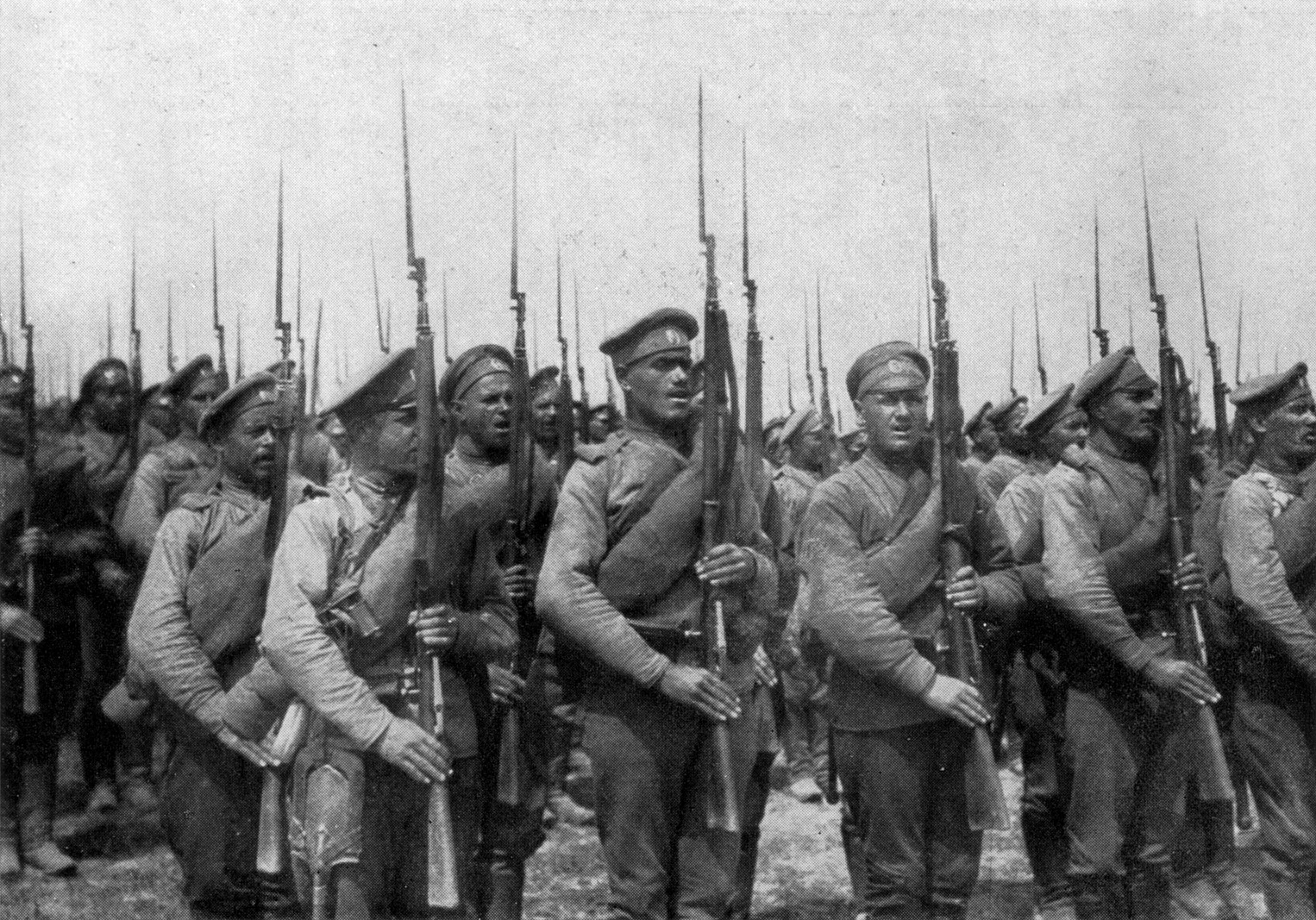
Binh sĩ quân đội Đế quốc Nga được trang bị Mosin-Nagant vào Thế chiến thứ nhất

Trong Thế chiến thứ nhất, quân đội Đế quốc Nga tập trung vào sản xuất phiên bản M1891 dragoon và phiên bản dùng cho bộ binh để đơn giản hóa quy trình sản xuất. Do sự yếu kém trong sản xuất, Đế quốc Nga đẫ đặt hàng 1,5 triệu khẩu từ hãng  Remington Arms và 1,8 triệu khẩu từ hãng New England Westinghouse vào năm  1915.Remington đã sản xuất 750,000 khẩu trước khi quá trình sản xuất bị dừng lại vào năm 1917.Khi Cách mạng Tháng Mười nổ ra, một số súng Mosin-Nagant 1891 vẫn chưa kịp bàn giao lại cho quân đội Nga hoàng. Những súng này sau đó được trang bị lại cho lính của quân đội Mỹ can thiệp vào Nga trong thời kì Nội chiến Nga (1919-1923). Một số khác được trang bị cho các đơn vị quân đội Hoa Kỳ trong nước. Hoa Kỳ cũng dựa vào mẫu Mosin-Nagant model 1891 mà thiết kế nên súng trường "U.S. Rifle, 7.62mm, Model of 1916", một trong những loại súng trường quân dụng phổ biến nhất của Hoa Kỳ một thời, cùng với M1903 Springfield hay M1917 Enfield. Nó bị Mỹ loại biên năm 1928 do nước này thiếu thốn về chi tiết, phụ tùng thay thế, nguồn đạn dược và quan trọng hơn hết là do mâu thuẫn chính trị (tư bản-cộng sản) ngày càng gay gắt giữa nước này và Liên Xô.
Một số lượng lớn súng Mosin Nagant đã bị quân đội Đức và Áo-Hung tịch thu và sử dụng lại. Trong thời gian Nội chiến Nga, súng Mosin Nagant lại tiếp tục được cả hai phía Hồng quân và Bạch vệ ưa chuộng. Sau khi Hồng quân chiến thắng, vào năm 1924, một ủy ban hiện đại hóa vũ khí đã tiến hành dự án hiện đại hóa súng Mosin-Nagant, và Mosin-Nagant M91/30 ra đời.
Phần Lan có thời là xứ phụ thuộc của Đế quốc Nga, nên cũng quen dùng súng Mosin-Nagant model 1891. Sau này, Phần Lan cho ra vài phiên bản cải tiến. Kết quả là trong Chiến tranh Mùa Đông và Chiến tranh Tiếp diễn (đều trong Thế chiến thứ hai) cả hai bên chiến tuyến đều dùng súng Mosin-Nagant.
Súng Mosin-Nagant còn được trang bị cho lực lượng kháng chiến Franco trong Nội chiến Tây Ban Nha.

### Thế chiến thứ hai
Khi Đức Quốc xã xâm lược Liên Xô vào năm 1941, Mosin-Nagant M91/30 là súng trường chiến đấu tiêu chuẩn của quân đội Liên Xô. Hàng triệu cây súng đã được sản xuất để đưa ra chiến trường.Phiên bản bắn tỉa của súng Mosin-Nagant đã được Liên Xô chế tạo thành công năm 1932, đã gây được tiếng vang lớn trong thời kì này, góp phần tạo nên chiến tích của nhiều xạ thủ bắn tỉa anh hùng Liên Xô như Mikhail Surkov, Vasily Zaitsev và Lyudmila Pavlichenko trong trận Stalingrad. Bên phía Phần Lan, xạ thủ bắn tỉa Simo Hayha cũng sử dụng 1 cây M28 (phiên bản Mosin Nagant do Phần Lan tự sản xuất). Đến cuối Thế chiến thứ hai, tổng cộng đã có khoảng 17,4 triệu khẩu Mosin-Nagant M91/30 đã được sản xuất, nhiều hơn bất kỳ mẫu súng trường nào khác được sản xuất trong cuộc chiến này.

### Sau thế chiến thứ hai
Sau này, một kĩ sư tên N.X.Xêmin đã cải tiến từ mẫu ban đầu 1891/30 của S.I.Mosin và mẫu gần hơn (1930), đưa vào trang bị của Quân đội Liên Xô (2/1944). Sau đó, Liên Xô còn đưa ra mẫu Mosin-Nagant M91/59. Đây là mẫu cuối cùng của súng này được thiết kế ở Liên Xô. Sau Thế chiến thứ hai, Mosin Nagant dần dần được thay thế bằng CKC hay SVD. Tuy nhiên nó vẫn được các nước Đông Âu và một số quốc gia xã hội chủ nghĩa sử dụng trong các cuộc chiến tranh Triều Tiên, chiến tranh Việt Nam và Afghanistan
Các nước Tiệp Khắc, Bulgaria, Ba Lan, Trung Quốc cũng phát triển các mẫu súng của riêng họ dựa trên mẫu Mosin-Nagant 91/44 hoặc Mosin-Nagant 91/59 của Liên Xô.

### Việt Nam
Loại súng này được sử dụng tại Việt Nam từ năm 1950 và nó sử dụng rộng rãi trong 2 cuộc chiến là Chiến tranh Đông Dương và Chiến tranh Việt Nam. Nhân dân và du kích miền Nam Việt Nam thường gọi Mosin-Nagant là súng bá đỏ vì màu sơn đỏ hung hung ở báng súng. Quân đội nhân dân Việt Nam thì lại gọi nó là K-44. Nhờ tầm bắn xa và uy lực đạn mạnh, súng được dùng làm vũ khí bắn tỉa rất tốt của Quân Giải Phóng miền Nam Việt Nam. Nó được gọi là "cơn ác mộng của lính Mỹ ở chiến trường Khe Sanh". Lính bắn tỉa của Quân Giải phóng miền Nam Việt Nam dùng khẩu súng này gắn thêm kính ngắm PU lên súng để làm súng bắn tỉa khiến cho lính Mỹ đóng chốt ở Khe Sanh mất ăn mất ngủ vì "sợ bắn tỉa".
Khi được trang bị loại đạn chống tăng AT, K-44 có thể bắn cháy được cả xe bọc thép. Trong trận đánh sáng ngày 8/3/1967, khi quân Mỹ tiến hành càn quét ở vùng tây bắc tỉnh Tây Ninh, dũng sĩ Trần Ngọc Đặng đã dùng đạn AT bắn cháy 2 chiếc thiết giáp địch.
K-44 cũng là một vũ khí khá nguy hiểm đối với các loại trực thăng của Mỹ: dân quân Việt Nam thường dùng chiến thuật ẩn nấp dưới hầm hoặc tán cây, đợi trực thăng Mỹ sà thấp tìm mục tiêu hoặc đổ quân thì sẽ nổ súng, nếu bắn trúng động cơ, cánh quạt hoặc bộ phận điều khiển thì trực thăng rất dễ bị rơi. Trong số hơn 5.600 trực thăng các loại của Mỹ bị phá hủy ở Việt Nam, có một tỷ lệ khá lớn bị hạ do súng bộ binh như K-44. Ví dụ như Anh hùng diệt Mỹ C'lâu Nâm (nguyên Huyện đội trưởng Huyện đội Tây Giang, tỉnh Quảng Nam) đã bắn rơi 7 trực thăng địch chỉ bằng khẩu K-44. Trận đánh kéo dài 6 ngày hồi cuối tháng 5/1966 là trận đánh lớn nhất, ông cùng đồng đội đánh trả các đợt hành quân của địch, diệt 139 quân Mỹ, bắn rơi 7 máy bay trực thăng. Trong đó, ông trực tiếp tiêu diệt 2 trực thăng đổ bộ của Mỹ.
Thậm chí dân quân Việt Nam có thể dùng K-44 để bắn hạ máy bay phản lực ở độ cao thấp (bay ở độ cao vài trăm mét trở xuống). Nghe thì có vẻ phi lý, nhưng thực ra ở thời kỳ đó, để ném bom chính xác thì máy bay phải giảm tốc độ và sà xuống thấp (ném bom bổ nhào), cuối quá trình bổ nhào này thì máy bay chỉ cách mặt đất mấy trăm mét, hoàn toàn nằm trong tầm sát thương của súng K-44. Trong chiến tranh Việt Nam, phi công Mỹ đã được khuyến cáo phải đề phòng súng trường K-44 trong tay dân quân Việt Nam, bởi nếu một viên đạn K-44 bắn trúng vào thùng nhiên liệu, buồng lái hoặc bộ phận điều khiển sẽ có thể làm máy bay rơi Dân quân xã Diễn Hùng (Diễn Châu, Nghệ An) được công nhận là một trong những lực lượng đầu tiên tại miền Bắc dùng súng bộ binh bắn rơi máy bay phản lực Mỹ, khẩu súng K-44 đó vẫn được lưu trữ tại bảo tàng quân khu 4.
Một số ví dụ về việc dân quân Việt Nam dùng súng K-44 bắn hạ máy bay phản lực Mỹ và được tài liệu Mỹ xác nhận:
- Sáng ngày 5/10/1965, 1 tổ dân quân gồm 3 người (trong đó có ông Lý Văn Pản, du kích xã Tân Thành, huyện Hữu Lũng, Lạng Sơn) đã dùng súng trường K-44 bắn rơi 1 chiếc "con ma" F-4 Phantom, loại máy bay phản lực tiêm kích - ném bom tầm xa hiện đại của quân đội Mỹ. Khoảng 8h sáng hôm đó, thấy 2 chiếc phản lực của quân đội Mỹ bay vào từ phía tỉnh Hà Bắc (nay là tỉnh Bắc Giang), tổ 3 người thống nhất sẽ khai hỏa bắn đón khi máy bay địch hạ độ cao để chuẩn bị ném bom. Khi 2 chiếc phản lực bay thấp chỉ cách mặt đất 200 mét, cả ba người nổ súng, đạn bắn trúng thân máy bay khiến nó bốc cháy. Phi công Mỹ kịp nhảy dù thoát thân nhưng đã bị bắt ngay sau đó tại xã Kiên Lao, huyện Lục Ngạn, Bắc Giang[9]. Tài liệu Mỹ cũng xác nhận chuyện này, theo đó ngày 5/10/1965, chiếc F-4 Phantom số kiệu 63‑7563 thuộc phi đội 15 cất cánh từ Ubon (Thái Lan) đã bị bắn hạ khi cách sân bay Kép (Bắc Giang) 9 dặm, tổ lái gồm đại úy James Otis Hivner và trung úy Thomas Joseph Barrett đều bị bắt làm tù binh[10]
- Sáng ngày 20/9/1965, 1 tổ dân quân gồm 7 người (thôn Thán, xã Dương Hưu, huyện Sơn Động, Bắc Giang) với 7 phát đạn súng trường K-44 đã bắn rơi 1 chiếc phản lực ném bom A-4 Skyhawk. Nắm được quy luật của máy bay Mỹ là sau khi ném bom sẽ bay về ở tầm thấp, men theo sườn núi để tránh ra-đa, tổ du kích 7 người đã đón lõng và nổ súng, bắn trúng chiếc máy bay dẫn đầu. Chiếc A-4 bốc cháy, rơi tại xã Kỳ Thượng (Hoành Bồ, Quảng Ninh)[11] Theo tài liệu của Mỹ, chiếc A-4 này có số hiệu 151115, cất cánh từ tàu sân bay USS Hancock (CVA-19), phi công là trung úy J. R. Harris đã kịp nhảy dù[10]
- Chiều ngày 27/12/1967, 1 tổ dân quân gồm 3 người (xã Quỳnh Nghĩa, huyện Quỳnh Lưu, Nghệ An) với 3 phát đạn súng trường K-44 đã bắn rơi 1 chiếc phản lực ném bom F-4 Phantom đang bay thấp để trinh sát[11] Chiếc F-4 trúng đạn vào thân, bốc khói và lao xuống biển. Theo tài liệu của Mỹ, chiếc F-4 này có số hiệu 63-7489, cất cánh từ sân bay Đà Nẵng, phi công H. W. Miller kịp nhảy dù, còn phi công Sammy Arthur Martin chết đuối trên biển[12]

## Đặc tính kỹ thuật

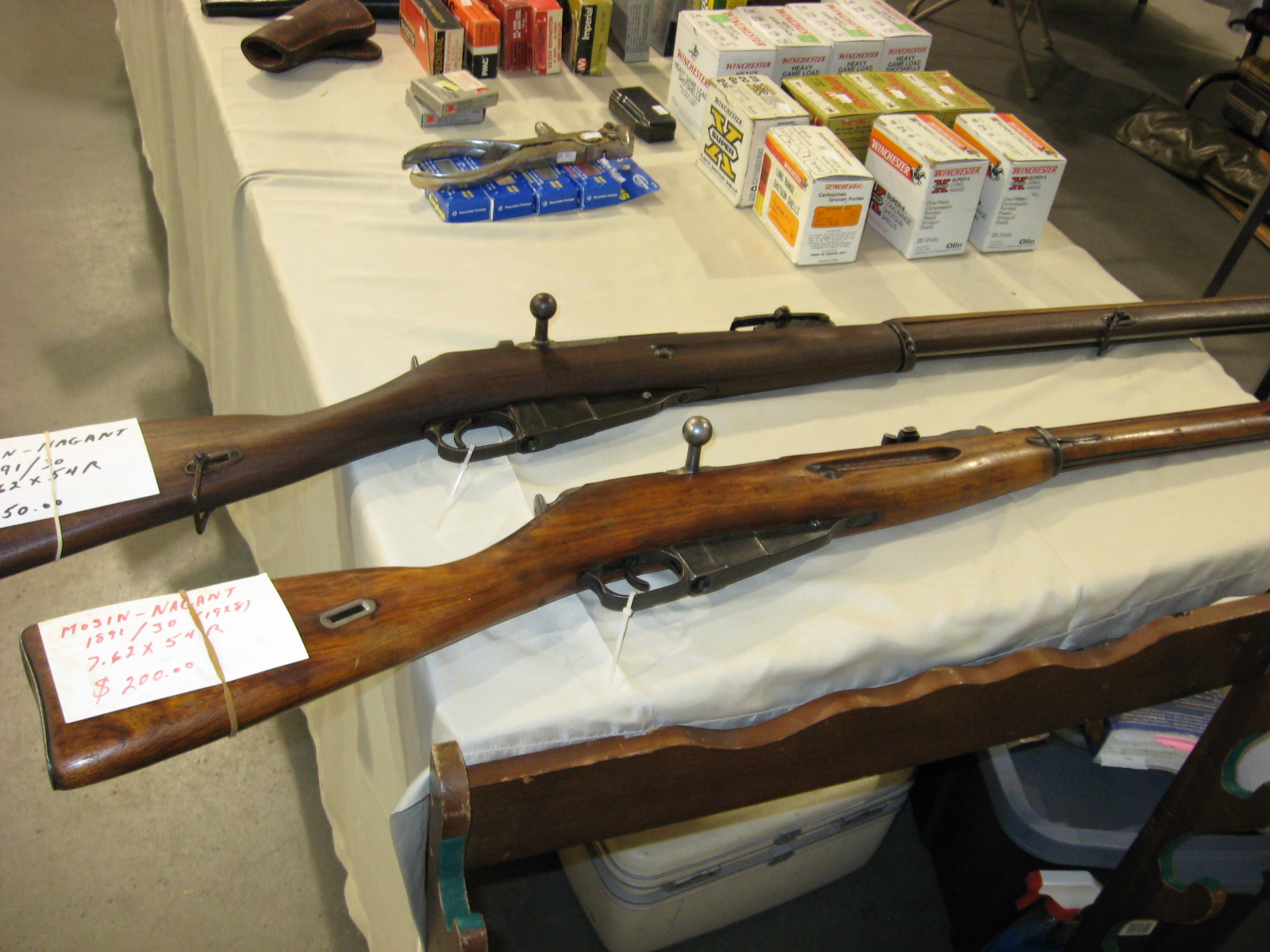
Mẫu súng Mosin-Nagant 1891 đời đầu (trên) và mẫu Mosin-Nagant M38 Carbine đời sau (dưới).

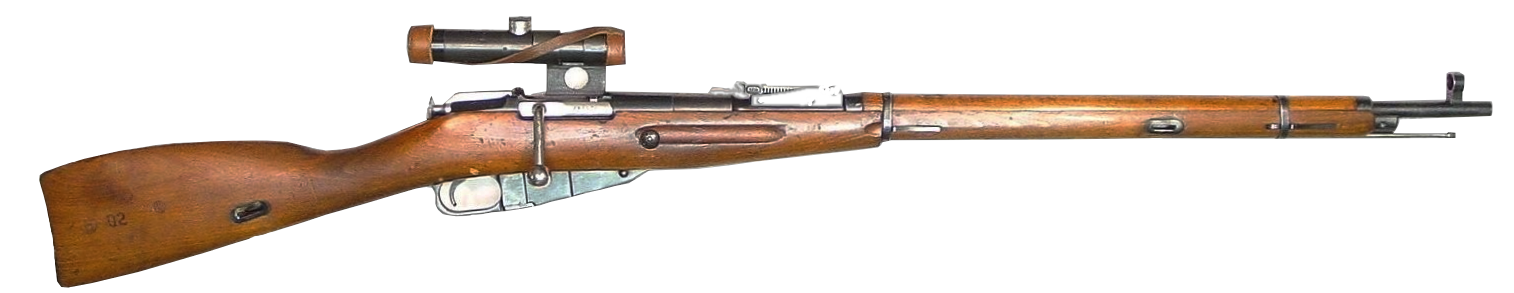
Phiên bản súng trường Mosin-Nagant M91/30 với ống ngắm PU dùng cho bắn tỉa. Chú ý tay khóa nòng loại gập chuyên dùng cho cho loại bắn tỉa.

- Cỡ nòng 7,62mm, nòng súng dài 730mm, toàn bộ súng dài 1,533m (bao gồm cả lưỡi lê), nặng 4,0 kg. Là loại súng trường không tự động bắn phát một, lên đạn bằng khóa nòng thủ công, sử dụng hộp tiếp đạn một hàng đơn (khác với M1 Garand và súng SKS sử dụng hộp tiếp đạn đôi) chứa được 5 viên, đạn cỡ 7,62x54R mm.
- Tốc độ bắn: 10 - 15 phát/phút, 20 phát/phút (đối với xạ thủ giỏi), sơ tốc đầu đạn 865 m/s nhờ nòng súng dài, đường đạn ngoài xa nhất 3.500m, tầm bắn (trên thước ngắm) 1.000m, tầm bắn hiệu quả 800 m. Dùng được nhiều loại đạn cỡ 7.62×54mmR. Khi sử dụng kính ngắm quang học và các loại đạn đặc biệt, có liều phóng lớn, xạ thủ bắn tỉa có thể nâng tầm bắn có hiệu quả đến 1.200 m.
- Đạn của súng có sức xuyên phá rất mạnh, có thể xuyên thủng tấm thép dày 18mm hoặc "xuyên táo" được 3-5 người (không có áo giáp chống đạn) nếu bắn ở cự ly dưới 300 mét. Tại Chiến dịch Krym-Sevastopol (1941-1942), nữ xạ thủ bắn tỉa nổi tiếng Lyudmila Mikhailovna Pavlichenko từng lập thành tích bắn "xuyên táo" hạ 3 lính Đức Quốc Xã chỉ với 1 phát đạn ở cự ly 300 mét.
- Súng rất dễ chế tạo nhờ cơ cấu hoạt động đơn giản, vật liệu làm súng dễ tìm kiếm. Vật liệu làm súng thì vô cùng đơn giản, chỉ là gỗ bạch dương (cây này mọc rất nhiều ở Nga) và thép. Súng không đòi hỏi phải trải qua quá nhiều công đoạn gia công phức tạp như những mẫu súng lên đạn từng viên khác cùng thời với nó. Nhiều chuyên gia vũ khí Mỹ cho rằng nó được thiết kế để phù hợp với một anh lính Nga thô kệch, to khỏe. Độ tin cậy của nó rất cao. Nó rất hiếm khi hỏng hóc dù phải chiến đấu trong điều kiện chiến đấu rất khắc nghiệt như băng giá, bụi cát (hoặc bùn lầy).
- Tốc độ bắn tuy chậm nhưng bù lại, súng bắn rất chính xác, tầm bắn của súng rất xa nên được còn được sử dụng làm súng bắn tỉa. Phiên bản bắn tỉa của Mosin-Nagant được lắp thêm ống ngắm quang học (PU, PE) bên sườn trái và tay khóa nòng gập để khi lên đạn không bị vướng gá kính ngắm. Trong Thế chiến thứ hai, các đơn vị bắn tỉa của Hồng Quân được phiên chế tới cấp sư đoàn, đều sử dụng Mosin-Nagant làm súng bắn tỉa. Đây là một trong những khẩu súng bắn tỉa có uy lực lớn nhất thời đó, ngang hàng (hoặc mạnh hơn) với những khẩu Karabiner 98k của Đức, M1903 Springfield của Hoa Kỳ, Lee-Enfield của Anh, Arisaka của Nhật,...
- Nhờ tầm bắn xa và đạn có uy lực mạnh, súng có thể dùng để bắn hạ máy bay ở độ cao thấp (bay ở độ cao vài trăm mét trở xuống). Trong chiến tranh Việt Nam, phi công Mỹ đã được khuyến cáo phải đề phòng súng trường K-44 trong tay dân quân Việt Nam, bởi nếu một viên đạn K-44 bắn trúng thùng nhiên liệu, buồng lái hoặc bộ phận điều khiển có thể làm máy bay rơi[7]
- Nhược điểm: súng dài và khá nặng nề, thời gian nạp đạn lâu, tốc độ bắn chậm (vì xạ thủ phải dùng tay mở chốt khóa nòng sau mỗi phát bắn). Tuy nhiên, những nhược điểm này ở thời điểm súng được chế tạo (cuối thế kỷ XIX, đầu thế kỷ XX) không phải là vấn đề quá nghiêm trọng bởi vì vũ khí bộ binh chủ yếu của các nước thời đó cũng đều là súng trường bắn phát một, cũng cồng kềnh và bắn chậm gần như nhau (ví dụ như khẩu Karabiner 98k của Đức, Shiki 38 (Arisaka Type 38) của Nhật, M1903 Springfield của Mỹ hoặc Lee-Enfield của Anh.... đều là súng bắn phát một). Phải tới Thế chiến thứ hai, khi mà súng trường bán tự động (như SVT-40, Gewehr 43, M1 Garand) hay súng trường tấn công (như AK-47, M16, FN FAL) (thời hậu chiến) dần trở nên phổ biến hơn thì Mosin Nagant mới mất đi vai trò chủ lực của mình, tuy nhiên súng vẫn tiếp tục phục vụ trong vai trò súng bắn tỉa cho đến tận bây giờ. Các nhóm phiến quân ở Iraq, Syria vẫn sử dụng Mosin-Nagant làm súng bắn tỉa, và những khẩu súng này vẫn còn chiến đấu rất tốt ở cái tuổi 129 của mình.

## Các quốc gia sử dụng

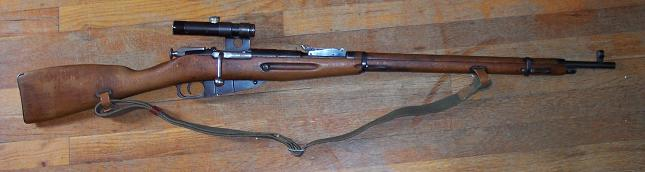
Súng bắn tỉa M-52 do Hungary chế tạo dựa trên mẫu Mosin Nagant M91/30 của Liên Xô

- Đế quốc Nga : Súng trường Mosin-Nagant M1891 là súng trường tiêu chuẩn của quân đội Đế quốc Nga trong suốt năm 1891-1917.[13]
- Đế quốc Đức : Tịch thu từ Đế quốc Nga trong suốt Thế chiến I, được sửa đổi để dùng loại đạn 7,92×57mm Mauser tiêu chuẩn , một số được bán cho Phần Lan vào năm 1918-1920.[14]
- Đế quốc Áo-Hung : Tịch thu từ Đế quốc Nga trong suốt Thế chiến 1, được sửa đổi để dùng loại đạn 8×50mmR tiêu chuẩn , một số được bán cho Phần Lan vào năm 1918-1920.[15][16]
- Đế quốc Nhật Bản: Trước đây có kho dự trữ súng trường M1891 thu được từ lực lượng Đế quốc Nga trong Chiến tranh Nga-Nhật và sự can thiệp của Nhật Bản vào Siberia. Nhiều khẩu đã chuyển đổi sang sử dụng súng trường huấn luyện bắn một phát.[17]
- Bulgaria : Nhận được những khẩu M1891 từ Đế quốc Nga trước Thế chiến 1 và từ Đế quốc Đức, Đế quốc Áo-Hung trong suốt Thế chiến I,[15]  cũng nhận được những khẩu súng trường mới vào năm 1950 từ Liên Xô.[18] Một số vẫn đang được sử dụng.[19]
- Campuchia: Mua từ Trung Quốc trong Chiến tranh Lạnh.[20]
- Vương quốc Montenegro : Mua từ Đế quốc Nga vào những năm 1898-1905, là súng trường tiêu chuẩn trong Chiến tranh Balkan lần thứ nhất, cũng được nhận viện trợ sau khi gia nhập quân Đồng minh Hồng quân Liên Xô.[21][22]
- Ethiopia: Năm 1912, bất chấp sự phản đối của Nga, hàng nghìn khẩu súng trường của Nga thu được đã được quân đội Ethiopia mua từ Nhật Bản, những khẩu súng này ở tình trạng kỹ thuật cực kỳ kém.[23] Đã nhận được một số súng carbine M44 trong Chiến tranh Ogaden.[24]
- Pháp: Kho vũ khí Châtellerault đã sản xuất 500.000 khẩu Model 1891 từ năm 1892 đến năm 1895 theo hợp đồng với Đế quốc Nga để tăng tốc độ tái vũ trang của Nga.[13]
- Thổ Nhĩ Kỳ : Được dùng trong Thế chiến 1 bởi Đế quốc Ottoman (tịch thu được từ Đế quốc Nga) và trong Chiến tranh giành độc lập Thổ Nhĩ Kỳ bởi quân giải phóng Thổ Nhĩ Kỳ (viện trợ từ Liên Xô).[25][26]
- Liên Xô: Sử dụng rất nhiều và rộng rãi khắp nước Nga thời Hồng quân Liên Xô và sử dụng cho các trận chiến khác...[13]
- România : Được Vương quốc România và Cộng hòa Xã hội chủ nghĩa România đều sử dụng
  -  Vương quốc România: Được sử dụng vào cuối Thế chiến I từ thu từ Liên Xô trong Thế chiến II,[27] cũng được nhận viện trợ sau khi gia nhập quân đồng minh Hồng quân Liên Xô.[28]
  -  Cộng hòa Xã hội chủ nghĩa România[13][29]
- Đức Quốc xã : Kho vũ khí lớn của Liên Xô đã bị thu giữ và được định danh là Gewehr 252–256 sau Chiến dịch Barbarossa.[30]
- Nga : Còn được sử dụng trong các nghi lễ. Sử dụng số nhỏ trong Chiến tranh Nga-Ukraina
  -  Cộng hòa Nhân dân Donetsk: Được sử dụng trong Chiến tranh Donbas và Nga xâm lược Ukraina.
  -  Cộng hòa Nhân dân Luhansk: Được sử dụng trong Chiến tranh Donbas và Nga xâm lược Ukraina. Mosin Nagant với ống ngắm PU cũng được các tay súng bắn tỉa sử dụng.
- Afghanistan
  -  Taliban
- Cộng hòa Hồi giáo Afghanistan: Được quân đội Afghanistan mua lại vào khoảng những năm 1930. Biến thể M44 được sử dụng bởi Đội bảo vệ danh dự Afghanistan trước đây.
- Belarus
- Kazakhstan: Kế thừa từ Liên Xô sau khi Ngày Độc lập của Kazakhstan.
- Đảng Cộng sản Peru: Được mua lại từ Trung Quốc
- Ai Cập: Được mua lại từ Liên Xô trong Chiến tranh Lạnh.
- Albania[31]
- Quân đội Giải phóng Kosovo: Sử dụng súng trường Type 53.
- Grenada: Những chiếc Kiểu 53 được Thủy quân lục chiến Hoa Kỳ báo cáo sau Hoa Kỳ xâm lược Grenada.
- Guatemala: Súng trường M91 và M91/30 được CIA cung cấp trong cuộc đảo chính năm 1954, theo báo cáo, chúng được lấy thông qua Interarmco
- Ba Lan
- Indonesia: Được Thủy quân lục chiến sử dụng để huấn luyện.
- Đảng Cộng sản Malaysia: Một số lượng nhỏ do Liên Xô tài trợ.
- Cuba: Được tiếp thu từ Liên Xô và Trung Quốc trong Chiến tranh Lạnh.
- Đông Đức: Biến thể M44 (được định danh là Karabiner 44) được Grenztruppen và KdA sử dụng trong những năm 1950 và 1960.
- Đức: Kế thừa từ Đông Đức
- Trung Hoa Dân Quốc (1912–1949): Được cung cấp bởi Liên Xô hoặc người Nga trong Thời đại quân phiệt hầu hết cho Quốc dân Cách mệnh Quân hoặc quân đội của các lãnh đạo quân phiệt.
- Estonia
- Gruzia: Kế thừa sau khi giành được độc lập vào năm 1991. Sau được sử dụng làm súng bắn tỉa trong Lực lượng Vũ trang từ năm 1991 đến 2004, được thay thế bằng vũ khí hiện đại hơn, được sử dụng làm vũ khí nghi lễ.
- Hoa Kỳ: (U.S. Rifle, 7.62mm, Model năm 1916)
- Vương quốc Liên hiệp Anh và Bắc Ireland: Được sử dụng trong Sự can thiệp quân sự của nước ngoài vào Nga
- Mexico: Súng trường do Hoa Kỳ sản xuất
- Hungary: Sản xuất M91/30 mua từ Liên Xô từ năm 1950 đến 1954 cũng như các biến thể bắn tỉa M44 và PU. Được sử dụng trong Cách mạng Hungary năm 1956
- Iraq
- Phần Lan : Súng trường Mosin-Nagant được sửa đổi ( Lưỡi lê và thanh gắn lưỡi lê, quốc huy,...) ,còn được dùng cho đến nay với mục đích bắn tỉa (Tkiv 85)
- Philippines : Súng trường do Hoa Kỳ sản xuất
- Somalia
- Tây Ban Nha: Nhận được từ Mexico và Liên Xô
- Tiệp Khắc
- Israel : Được dùng bởi Haganah
- Mông Cổ
- Cộng hòa Dân chủ Nhân dân Triều Tiên
- Trung Quốc: Nhận súng trường biến thể Mosin từ Liên Xô trong những năm 1930 và 1940. Súng carbine M44 được Chí nguyện quân Nhân dân sử dụng trong Chiến tranh Triều Tiên. Bản sao được cấp phép của súng carbine M44 (Loại 53) được sản xuất tại Trung Quốc cho Quân Giải phóng Nhân dân Trung Quốc và Dân quân Trung Quốc.
- Lào: Nhận từ Trung Quốc, Việt Nam Dân chủ Cộng hòa và Liên Xô.
- Cộng hòa Nhân dân Campuchia
- Syria
- Ukraina: (Các đơn vị an ninh được lựa chọn của Bộ Nội vụ) Một số được nhìn thấy được sử dụng trong Nga xâm lược Ukraina
- Angola: Mua lại từ Trung Quốc[32]
- Mozambique
- Venezuela: Được sử dụng bởi Dân quân Bolivar Quốc gia Venezuela làm súng trường tiêu chuẩn của họ.
- Việt Minh: Được Liên Xô viện trợ và cung cấp trong Chiến tranh Đông Dương
- Việt Nam Dân chủ Cộng hòa: Được Trung Quốc, Liên Xô viện trợ với số lượng lớn cùng các biến thể khác nhau, chủ yếu là M91/30 và biến thể carbine M44.
- Cộng hòa Miền Nam Việt Nam: Được Việt Nam Dân chủ Cộng hòa viện trợ và sử dụng.
- Việt Nam: Được sử dụng bởi Việt Minh,[33] Mặt trận Dân tộc Giải phóng miền Nam Việt Nam[34] và Quân đội nhân dân Việt Nam[35]. Súng carbine M44/Type-53 được gọi là súng trường K44 hoặc súng trường Đỏ và súng phóng lựu có thể tháo rời AT-44,[36] được thiết kế Quân đội nhân dân Việt Nam cũng sử dụng khẩu M1891/30 được cải tiến làm súng bắn tỉa.
- Nam Tư